# Петрекешть
Петрекешть, Петрекешті (рум. Petrăchești) — село у повіті Бузеу в Румунії. Входить до складу комуни Вінтіле-Воде.
Село розташоване на відстані 120 км на північний схід від Бухареста, 30 км на північ від Бузеу, 100 км на захід від Галаца, 92 км на схід від Брашова.

## Населення
За даними перепису населення 2002 року у селі проживали 379 осіб, усі — румуни. Усі жителі села рідною мовою назвали румунську.